# Station Glostrup
Station Glostrup is een spoorwegstation in Glostrup in Denemarken. Het station werd geopend op 26 juni 1847. Het ligt aan de oudste spoorlijn van het land, de lijn van Kopenhagen naar Roskilde. Het eerste stationsgebouw werd in 1918 vervangen door het huidige gebouw.
Glostrup werd in 1953 eindpunt voor de S-tog. In 1968 werd de lijn doorgetrokken naar Høje Taastrup. Sinds 2005 wordt het station alleen nog maar gebruikt voor de S-tog, hoewel er nog wel een perron ingericht is voor doorgaande treinen.
Høje Taastrup · Taastrup · Albertslund · Glostrup · Brøndbyøster · Rødovre · Hvidovre · Danshøj · Valby · Carlsberg · Dybbølsbro · København H · Vesterport · Nørreport · Østerport · Nordhavn · Svanemøllen · Ryparken · Emdrup · Dyssegård · Vangede · Kildebakke · Buddinge · Stengården · Bagsværd · Skovbrynet · Hareskov · Værløse · Farum
Høje Taastrup · Taastrup · Albertslund · Glostrup · Danshøj · Valby · Carlsberg · Dybbølsbro · København H · Vesterport · Nørreport · Østerport · Svanemøllen · Ryparken · Emdrup · Dyssegård · Vangede · Kildebakke · Buddinge · Stengården · Bagsværd · Skovbrynet · Hareskov · Værløse · Farum